# Valerie Landsburg
Valerie Landsburg (New York, 12 augustus 1958) is een Amerikaanse actrice, scenarioschrijfster, televisieproducente, televisieregisseuse, zangeres en songwriter.

## Biografie
Landsburg werd geboren in New York, maar groeide op in Californië. Zij heeft op dezelfde highschool gezeten als Angelina Jolie, Nicolas Cage, David Schwimmer en Richard Dreyfuss.
Landsburg is in 1984 getrouwd en heeft hieruit twee kinderen.
Landsburg bracht in 2001 een muziekalbum uit met liedjes die zij het meeste zelf geschreven heeft, met de naam Grownup.
Songlist van Grownup:
- 01 – Never Never
- 02 – Fly Home
- 03 – River
- 04 – Middle Child
- 05 – Me & Pedro
- 06 – Hi-Fidelity
- 07 – Love Song
- 08 – I'll Wait For You
- 09 – Girls
- 10 – Endless Sea

Landsburg begon in 1978 met acteren in de film Thank God It's Friday. Hierna heeft ze nog meerdere rollen gespeeld in televisieseries en films, maar zij is vooral bekend geworden met haar rol als Doris Schwartz in de televisieserie Fame (1982-1987). In de laatste auditieronde voor deze rol versloeg zij Madonna.
Lansburg is ook actief als televisieregisseuse, scenarioschrijfster en televisieproducente.
Als televisieregisseuse:
- 2019 Love & Debt – film
- 2012 Trixie's Score – korte film
- 2005 Bound by Lies – film
- 2002 The Best Sex Ever – televisieserie – 7 afl.
- 1997 Women: Stories of Passion – televisieserie – 4 afl.
- 1997 Borrowed Life Stolen Love – film
- 1997 Drawn to the Flame – film
- 1985 Fame – televisieserie – 1 afl.

Als scenarioschrijfster:
- 1997 Drawn to the Flame – film
- 1997 Women: Stories of Passion – televisieserie – 2 afl.
- 1995 Empty Nest – televisieserie – 1 afl.
- 1984 Fame – televisieserie – 1 afl.

Als televisieproducente:
- 1997 Too Good to Be True – film

## Filmografie[5]

### Films
- 2009 Citizen Jane – als Sheryl Jackman
- 2009 Mrs. Washington Goes to Smith – als Noreen
- 2001 Rock Star – als gast op afterparty
- 2000 Bar Hopping – als agente
- 1994 One of Her Own – als Stacy Schoep
- 1994 Terror in the Night – als Tina
- 1993 Not in My Family – als ??
- 1990 Babies – als Andrea
- 1990 Laugh!s – als Betty Adretti
- 1990 Welcome Home, Roxy Carmichael – als Day Ashburn
- 1990 Unspeakable Acts – als Maggie Rivera
- 1980 Marathon – als Annie
- 1979 The Triangle Factory Fire Scandal – als Loretta
- 1978 Thank God It's Friday – als Frannie

### Televisieseries
Uitgezonderd eenmalige gastrollen.
- 1992 – 1994 Dream On – als Gina Pedalbee – 5 afl.
- 1987 – 1988 Hotel – als Cheryl Dolan – 16 afl.
- 1982 – 1987 Fame – als Doris Schwartz – 84 afl.
- 1986 – 1987 You Again? – als Pam – 8 afl.
- 1986 All Is Forgiven – als Lorraine Elder – 9 afl.